# Роберж, Франсуа-Оливье
Франсуа́-Оливье́ Робе́рж (фр. François-Olivier Roberge; род. 15 сентября 1985, Квебек) — канадский конькобежец, участник зимних Олимпийских игр 2006 и 2010 годов.

## Биография
Франсуа-Оливье Роберж учится в университете Лаваля. Был назван послом на праздновании 400-летия Квебека.

## Спортивная карьера
Принимал участие в чемпионатах мира среди юниоров 2002, 2004 и 2005 годов. Завоевал серебро в командной гонке преследования на чемпионате в 2004 году. Повторил достижение в 2005 году, добавив к нему сереброо на дистанции 500 м. С сезона 2005—2006 года выступает за национальную команду в кубке мира.
Дебют на олимпийских играх состоялся в 2006 году. В Турине Роберж стартовал на дистанции 1000 м. В 2010 году принимал участие в домашних олимпийских играх, где выступил на дистанциях 500 м, 1000 м и 1500м.